# Lifestylez ov da Poor & Dangerous
Lifestylez ov da Poor & Dangerous је деби албум америчког репера Big L-а. Издат је 28. марта 1995. за Columbia Records.